# Bülows Kaserne
Bülows Kaserne var en af Hærens to kaserner i Fredericia. Det blev i forbindelse med Forsvarsforliget 2013-2017 besluttet at lukke kasernen og flytte alle aktiviteter til byens anden kaserne Ryes Kaserne. Kasernen blev efterfølgende købt af Fredericia Kommune for 32 millioner kroner. Kasernen skal efter planen omdannes til et flygtningecenter. Udover at være et flytningecenter bliver eksercerhuset på kasernen flittigt brugt til mange lokale begivenheder, inkl. kulturevents, stand-up, koncerter og af lokale forretninger til div. arrangementer året rundt.
Kasernen blev bygget af Hærens Bygningstjeneste ved kaptajn Valdemar J.F. Wulff i perioden 1934-36 og 1938-40[kilde mangler] og erstattede den tidligere kaserne på stedet, Østervold Kaserne, der blev bygget i 1860 og er den sidste kaserne inden for Fredericias volde.[kilde mangler] Eksercerhuset fra 1863 indgår i kasernen.[kilde mangler]
Under besættelsen blev kasernen i 1943 beordret rømmet af værnemagten, som frygtede en engelsk invasion af Jylland.[kilde mangler] Derfor blev de danske soldater flyttet ud af kasernen og værnemagten flyttede ind.
Kasernen er navngivet efter general Frederik Bülow, der var en af hovedarkitekterne bag udfaldet fra Fredericia.[kilde mangler]

## Enheder på Bülows Kaserne
- 1940-1942 - 7. Regiment
- 1943-1945 - Værnemagten (Besættelsesmagt)
- 1945-1961 - 7. Regiment (Jyske fodregiment)
- 1961-1966 - Kongens Fodregiment
- 1961-2000 - 1. Jyske Brigade
- 1966-1990 - Kongens Jyske Fodregiment
- 1975-1985 - Jyske Divisionskommando
- 1985-1995 - Jyske Division
- 1995-2000 - Danske Division
- 1990-2019  - Telegrafregimentet
- 2019-      - Føringsstøtteregimentet